# 五小工业
五小工业，又称为五小企业，是中国大陆地区对地方和县单位兴办的小煤矿、小钢铁、小水泥、小机械、小化肥等乡村企业的统称。五小工业是文革时期出现的地方经济模式，直到改革开放初期仍然是地方经济重要的一部分，随着中国进一步进行经济改革，1998年中央经济工作会议作出了《关于整顿和关停五小企业提高经济运行质量的决定》，逐渐减少地方的五小工业。

## 概念演變
五小工业在各个地区会有不同，除了小煤矿、小钢铁、小水泥、小机械、小化肥，也包括小玻璃厂、小炼油厂、小纺织、小造纸，小采石、小洗(选)矿、小矿山等。1998年全国整顿五小企业中，主要指小玻璃、小水泥、小煤矿、小火电、小造纸等。2003年全国整顿无证五小企业，主要指小火电厂、小玻璃厂、小水泥厂、小炼油厂和小钢铁厂等。五小企业在近代成为产能落后，污染严重，存在安全隐患的相关小工业的代名词。

## 历史
1960年代开始的文化大革命导致各地工业生产萎缩，地方为了恢复生产，纷纷开始发展小型工厂以满足当地的需求。1964年三线建设开始，中央委员会开始构思政策推广五小工业（电力（小煤矿和水电站），小钢铁厂，小化肥厂，小水泥厂和小农业机械厂）。最初，五小工业中三个限制在县级企业（钢铁、化肥和水泥），另外两个在公社级运行。这是大跃进以来农村首次授权建立自己的工业部门。
1970年代在备战、备荒、为人民的背景下，强调地方自给自足，中央政府在政策上支持地方发展「五小」工业，1970年2月通过的《第四个五年计划纲要（草案）》中开设80亿人民币专项基金，县新开办的「五小」工业，头两三年利润归县政府所有，省，市，自治区可以给与免税和政策支持，银行给与贷款上支持。1971年9月召开全国农业机械化会议，会议上提出目标，到1980年全国主要农、林、牧、渔的主要作业机械化水平达到70%以上，为此将五小工业开放到社队级别。
自1978年改革开放以来，五小工业转型为乡镇企业，随着政策改变，考虑到五小工业存在浪费资源，污染环境等问题，为了优化产业结构，淘汰落后产能，1998年中央经济工作会议作出了《关于整顿和关停五小企业提高经济运行质量的决定》，1999年国家经贸委相继发出《淘汰落后生产能力、工艺和产品的目录》《关于关停小火电机组有关问题的意见》等文件以整顿五小工业。
2003年国务院推出《无照经营查处取缔办法》重点解决无证无照经营的五小企业。全年依法关闭小煤矿1.5万家，五小企业3055家。

## 影响
五小工业在全中国的推行解决了当时地方在物资和商品上的需求以及人口就业问题，各地发展的五小工业成为了改革开放后地方乡镇企业的基础和前身。
五小工业也造成中国大陆各地产业结构雷同，影响了生产效率，政治经济学称呼为大而全，小而全。

## 外部网站
- 五小工业_CNKI学问（页面存档备份，存于）